# Xenofrea nana
Xenofrea nana es una especie de escarabajo longicornio del género Xenofrea, tribu Xenofreini, subfamilia Lamiinae. Fue descrita científicamente por Galileo & Martins en 2006.

## Descripción
Mide 4,5-5,7 milímetros de longitud.

## Distribución
Se distribuye por Bolivia.